# ローマの休日
『ローマの休日』（ローマのきゅうじつ、原題：Roman Holiday）は、1953年に公開されたアメリカ合衆国の映画。主演はグレゴリー・ペックとオードリー・ヘプバーン。ウィリアム・ワイラーが製作・監督した。
イタリアのローマを親善訪問した某国の王女が滞在先から抜け出し、市内で出会った新聞記者と1日だけの恋に落ちる様子を描いている。トレヴィの泉や真実の口など、ローマの名だたる観光スポットが登場する。
新聞記者をグレゴリー・ペック、王女をオードリー・ヘプバーンが演じている。当時新人だったヘプバーンは、本作により1953年のアカデミー賞最優秀主演女優賞を受賞した。このほかイーディス・ヘッドが「最優秀衣裳デザイン賞」を、イアン・マクレラン・ハンターが「最優秀原案賞」をそれぞれ受賞している。
ただし、本作の原案（ストーリー）は実際にはダルトン・トランボが執筆したものだった。当時のマッカーシー旋風による赤狩りでトランボはハリウッドを追われていたため、名義を借用したのである（後述）。アカデミー賞選考委員会は、1993年にトランボへ改めて「1953年最優秀原案賞」を贈呈している。

## ストーリー
ヨーロッパ某国の王位継承者であるアン王女は、西ヨーロッパ各国を親善訪問中である。最後の訪問先であるイタリアのローマで、過密なスケジュールによる疲労感と、自由の無い生活への不満が高じ、王女はついにヒステリーを起こしてしまう。主治医は彼女に鎮静薬を投与するが、王女は薬が効き始める前に、滞在先の大使館への出入りの業者のトラックの荷台に潜り込み、秘かに大使館を抜け出す。
夜のローマをさまよう王女は、鎮静薬のせいで、無防備にも路傍のベンチで眠ってしまう。そこにアメリカ人の通信社記者、ジョー・ブラッドレーが通りかかる。ジョーは若い女性が1人で寝ているのを見かね、介抱のため自宅のアパートに運ぶ。王女は夢うつつの中、詩を吟唱しながら眠ってしまう。
翌日、王室（大使館）は王女が予定していた記者会見の延期を発表する。ジョーは出社した通信社で地元紙の写真記事を見て、自宅で寝ている女性の素性に気づく。王女の秘密のローマ体験という大スクープをものにしようと、ジョーは友人のカメラマン、アーヴィングを電話で呼び出した後、アパートを出た王女を尾行する。王女は大使館へは戻らず、市場でサンダルを買い、美容院で髪の毛を短くし、スペイン広場でジェラートを食べるなど、散策を楽しむ。ジョーは偶然の再会を装って王女に近づき、職業を偽って、ローマ案内を申し出る。自由を求める王女は「実は寄宿学校から逃げてきた」と嘘の身の上を話し、誘いに応じる。

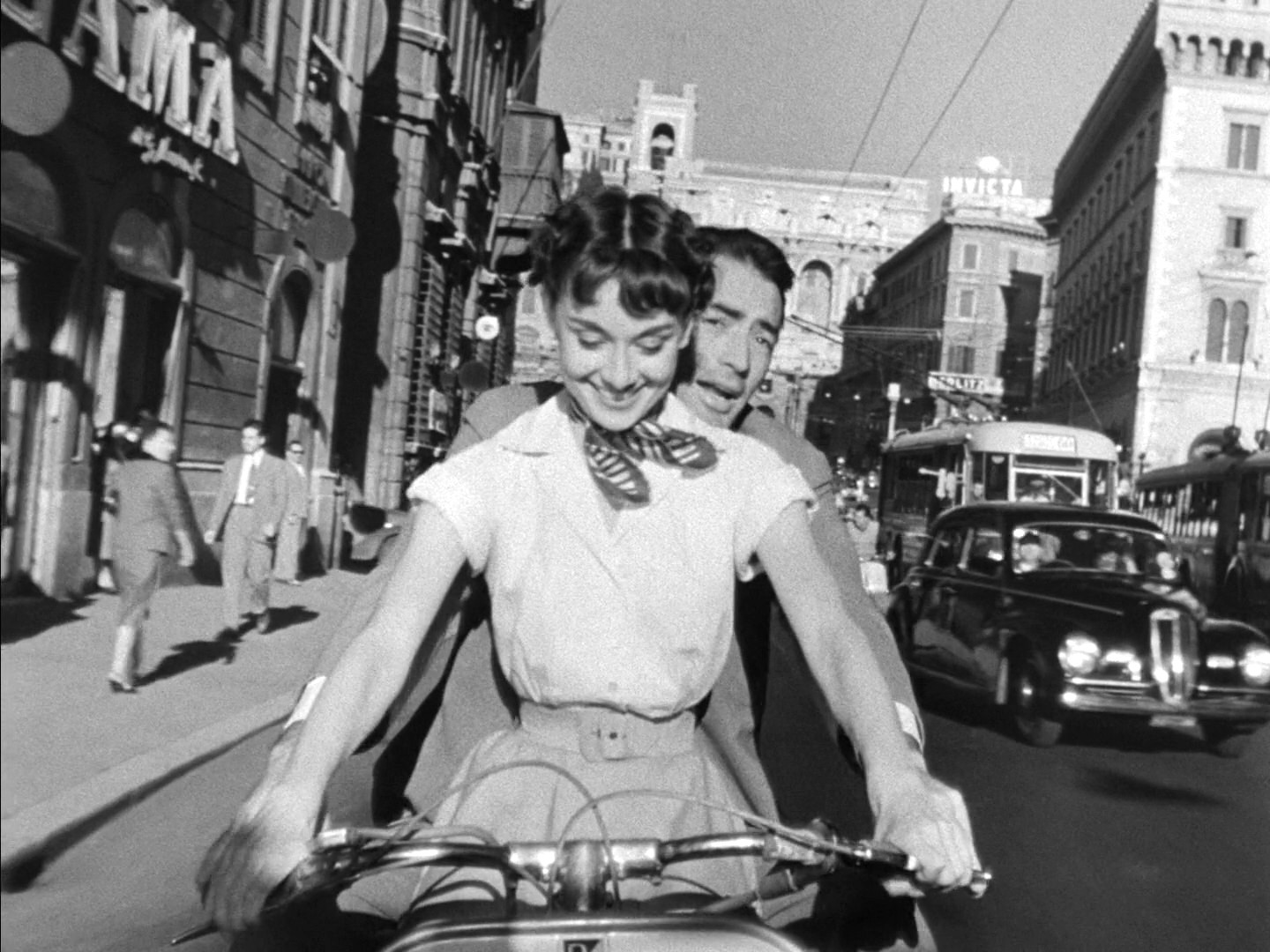
ローマ市内をベスパで暴走するシーン（ヴェネツィア広場前のvia del plebiscitoを走行中）。

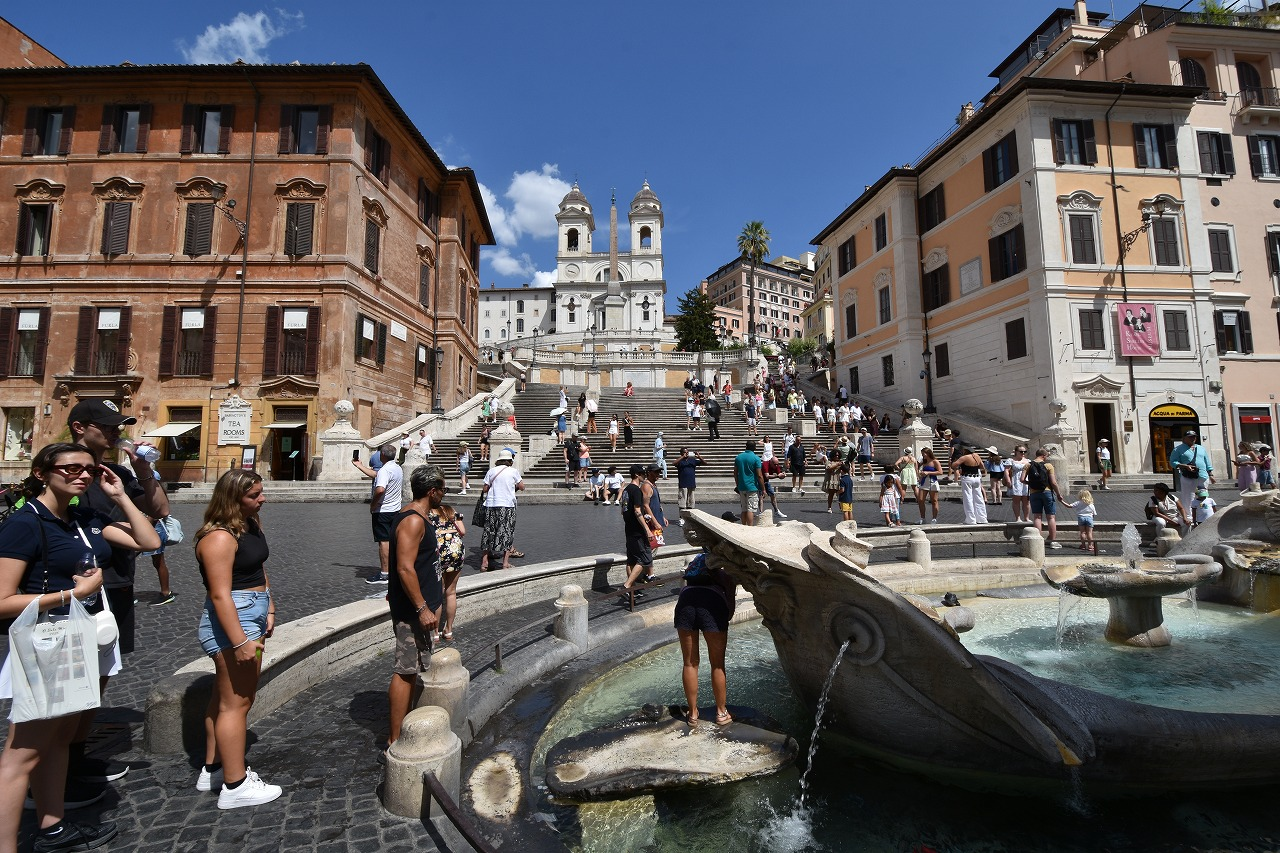
現在のスペイン広場の様子。

2人はスクーター（ベスパ）に2人乗りしてローマ市内を廻り、真実の口、祈りの壁などを訪れた後、サンタンジェロ城前のテヴェレ川のほとりで夜間に開かれている屋外ダンス場を訪れる。その日に王女の髪を切った美容師が王女をそこに誘っていたからだ。合流したアーヴィングが次々と写真を撮る。一方、王室のシークレットサービスたちがダンス場に紛れ込み、王女を連れ帰ろうとする。大乱闘の末、2人は川に飛び込んで逃げる。
自由を満喫する王女とジョーの気持ちは、次第に近づいていく。しかし、ジョーの自宅に戻った後にラジオのニュースで、王女が重病ではないかと国民が心配していることを知り、王女は祖国と王室への義務を果たすために大使館へ戻ることを決める。ジョーは自動車に王女を乗せ、大使館の近くまで送る。王女は本当の想いを口に出せないまま、ジョーの元から去る。ジョーは王女との思い出を守るため、大スクープのチャンスを捨てて、一連の写真を記事にしないことを決心し、上司やアーヴィングの要求を突っぱねる。
翌日、王女の記者会見が開かれ、ジョーやアーヴィングが記者として参加する。王女が2人に気づき、初めて正体を知る。最後の質問としてある記者が「一番楽しまれた訪問地はどちらでしょうか」と訊くと、少し逡巡した後、王女はジョーの顔を見つめながら「断然、ローマです」と力を込めて言う。会見後の謁見の際、アーヴィングは前日に撮影した写真を入れた封筒を「ローマご訪問の記念写真です」と言って王女に手渡す。王女とジョーは万感の思いを込めて互いを見つめ合う。王女は奥の間へ消えていく。記者たちも去り、ジョー1人が広間に残る。

## 登場人物
ジョー・ブラッドレー
演 - グレゴリー・ペック
アメリカン・ニュース社のローマ支局に勤めるアメリカ人記者。アンと行動を共にするうち次第に真剣な気持ちを抱くようになる。
アン王女
演 - オードリー・ヘプバーン
好奇心旺盛で、外の世界に強い興味を持っている。自身の身分を隠し、ジョーには「アーニャ・スミス」と名乗る。
アーヴィング・ラドビッチ
演 - エディ・アルバート
C・Rフォトサービス所属のカメラマン。ジョーの親友で、王女の特ダネの写真を撮ることに協力する。
大使
演 - ハーコート・ウィリアムズ
王室の人間。職務には厳しい。
ヴィアルバーグ伯爵夫人
演 - マーガレット・ローリングス
アンの世話係。アンのスケジュール管理も行っている。
マリオ・デラーニ
演 - パオロ・カルリーニ
アンの髪をカットした美容師。ロングヘアだったアンが大胆なショートヘアを注文したため最初は戸惑うが、その腕前でアンの満足するカットを行う。カット後にはアンをテヴェレ川の船着場で開催されるダンスパーティーに誘った。
日本語吹き替え版では、最初に担当した広川太一郎が原語と異なる、いわゆる”オネエキャラ”で演じている。以降複数の吹き替えではこのキャラクター像が踏襲されている。
プロブノ将軍
演 - トゥリオ・カルミナティ
ヘネシー
演 - ハートリー・パワー
アメリカン・ニュース社の支局長で、ジョーの上司。ジョーが「王女の特ダネスクープを手に入れる」と言った際に、それが出来るか否かで賭けを提案する。
タクシー運転手
演 - アルフレッド・リゾ
ボナコーベン
演 - ハインツ・ハインリヒ
医者。アンの主治医。
ジョバンニ
演 - クラウディオ・エルメッリ
ジョーの住むアパートの管理人。部屋代を2か月滞納されているため、ジョーに金を貸して欲しいと頼まれた時は断った。

## 製作

### 企画
ダルトン・トランボが原案（ストーリー）を書き、イアン・マクレラン・ハンターと共同で脚本を執筆したのは1940年代半ば頃で、元々フランク・キャプラが映画製作会社リバティ・フィルム社のために書かせたものである。
1948年、リバティ・フィルムがパラマウント映画に買収され、パラマウントでキャプラ監督による製作が決定。この時、エリザベス・テイラーとケーリー・グラントに出演交渉されたが、パラマウントの予算が150万ドルと少なかったためキャプラは妥協できず、『ローマの休日』を放棄した。
その後、この企画はしばらく宙に浮いたままだったが、1951年初めにウィリアム・ワイラーがこの脚本を知り、ローマでの撮影を条件に強い関心を示して、ワイラー監督でパラマウント社は製作に入ることとなった。
製作時、アメリカ本国ではジョセフ・マッカーシー上院議員らによる「赤狩り」と呼ばれるマッカーシズムから非米活動調査委員会による共産主義者排斥運動が行われており、映画産業でも「ハリウッド・テン」と呼ばれた人物らが追放された。本作の脚本家であるトランボもその一人であったため、友人の脚本家イアン・マクレラン・ハンターが、本作の原案と脚本にその名前をクレジットした。
ワイラー監督の意向から、撮影はローマでロケをすることとなった。パラマウントも、イタリアで稼いだものの国外には持ち出せないリラを制作費に充てられるために反対はしなかった。

### オードリー・ヘプバーンの起用

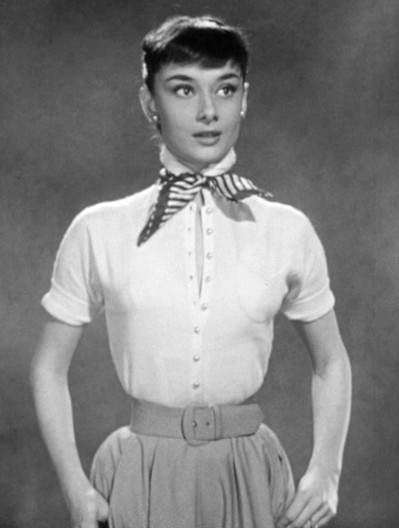
衣装テスト中のオードリー・ヘプバーン。

最初にヒロインの王女役候補に挙がっていたのはエリザベス・テイラーであった。監督がフランク・キャプラからウィリアム・ワイラーに変わってからはジーン・シモンズの名前が挙がった。しかし彼女と専属契約をしているハワード・ヒューズが貸し出しを拒否したことで実現しなかった。
グレゴリー・ペックも最初は出演を渋ったがワイラーが説得、出演を承諾した。しかし予算の問題もあり、大スターを2人使うことは問題外であった。インタビューでワイラーは「主役にグレゴリー・ペックを使えると決まって急に具体化しました。相手の王女役に大スターを使う必要がなくなったからです。そこで私は無名であっても王女の役にふさわしい娘さんを捜しにかかりました。」と答えている。
パラマウントの各海外拠点が何人か王女役を提案し、特にシュザンヌ・クルーティエ (en:Suzanne Cloutier) とコレット・リペール (en:Colette Ripert) の2人が際立っていた。1951年7月にはパラマウント社ロンドン支社のリチャード・ミーランド製作部長は、「『ローマの休日』の新しい候補、オードリー・ヘプバーンを発見した。『素晴らしき遺産』で彼女が演じた小さな役に感銘を受けた。」とニューヨークの事務所にヘプバーンを推薦した。ロンドンに立ち寄ったワイラーはヘプバーンに会い「何か独特の個性を持っているという強い感銘を受け、早速カメラ・テストをすることにしました」と答えている。
当時、ヘプバーンは映画界では無名に近い存在であったが、その彼女をロンドンのパインウッド撮影所に呼んで1951年9月18日にスクリーン・テストを受けさせた。監督はヘプバーンの希望で『初恋』の監督だったソロルド・ディキンソン。他に俳優でライオネル・マートンとキャスリーン・ネズビットが出演した。ワイラーはありのままのヘプバーンを評価するために、ベッドから起き上がるシーンのテストが終わってもカメラを回して撮影しておくように指示した。テストが終わったと思い込み、笑顔で伸びをする自然なヘプバーンのフィルムを見たワイラーはヒロインに抜擢することを決めた。シュザンヌ・クルーティエもテストを受けたが、明らかにヘプバーンが最善の選択であった。
この時、パラマウント社ロンドン支社のミーランド製作部長はヘプバーンにキャサリン・ヘプバーンと混同されるので改名してはどうかと打診している。その時彼女は「私をお望みなら、名前も採用してください」と答えている。
ペックも彼女の才能を認め、新人であるにもかかわらず自分と同等のクレジットを与えることをエージェントとスタジオに要求。ヘプバーンは映画のタイトルの前に主演としてペックと共に載った。
しかし、彼女にはそれ以前に声がかかってブロードウェイで上演される『ジジ』の主役に抜擢されており、1951年9月末に船でニューヨークに向かった。『ジジ』は大好評で、パラマウントはヘプバーンを5月末で解放してくれるよう『ジジ』のプロデューサーに5万ドルを支払った。『ジジ』はチケット完売のままでおよそ6か月の公演が続き、5月31日に終了した。『ローマの休日』の撮影に入ったのは主演に決まってから8か月後の1952年6月であった。

### 撮影
最終脚本が完成していなかったため、イギリスの脚本家ジョン・ダイトンがローマへ渡り、撮影の間に脚本を書き、現場でワイラー監督と一緒にシーンを考案した。ローマは使用可能なロケ地が多すぎるために、絶えず書き直しが必要なため、ダイトンは貴重な存在であった。1953年に映画が公開された時には、脚本家のクレジットはハンターとダイトンが共有した。
しかしスタジオ撮影ではなく、ロケ撮影のため様々な問題が起きた。ローマ市内の観光名所や公共施設で撮影するので、騒音対策、交通整理、パパラッチ問題に悩まされて、移動のたびに見物するファンの群れを整理する仕事はまさに悪夢であった。このため撮影は遅れ、完璧主義者のワイラーが普段撮れる数のテイクが撮れなかった。撮影監督のフランツ・プラナーは病気になり、撮影半ばでアンリ・アルカンに交代した。
またこの年の夏はローマにおいて例を見ないほどの猛暑であった。出演者はメイクが流れ落ち、頻繁にメイクアップを直していた。さらには政治的状況は危険と暴力に満ち満ちていた。ファシストとコミュニストが激突し、突如爆発があったり、発砲騒ぎがあったりしていた。ある時は撮影しようとしていた橋の下でテロリストによる5つの爆薬の束が見つかったりもした。ローマ市内を2人がスクーターで走る場面は、この映画の代表的なシーンになったが、わずか3分のシーンであるのに撮影には6日間を要した。
それでもワイラー監督はロケ撮影がもたらす自由のおかげで生き生きしており、撮影現場はリラックスして楽しい雰囲気だったという。エディ・アルバートは、全員があまりに楽しんでいたので、「金（出演料）を取るのが恥ずかしいほどだった」と語っている。

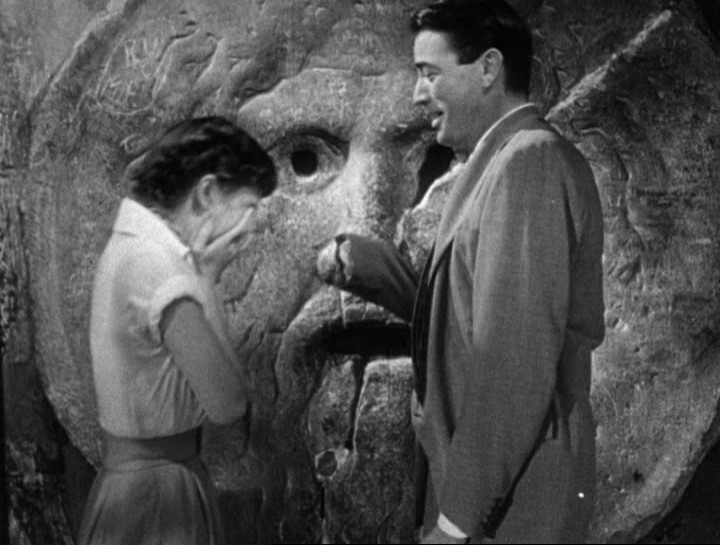
「真実の口」：ここでのペックの演技は台本にない、ヘプバーンを驚かせるアドリブであった。

真実の口のシーンの撮影では、ペックとワイラーは一計を案じ、本番で真実の口に手を突っ込んだペックは、本当に手を噛みちぎられたように演じた。ヘプバーンは驚きのあまり、本気で叫び声を上げ、素のリアクションを見せた。この自然な演技は、2人を十分満足させるものであり、1テイクでOKが出た。
ワイラーが唯一悔いを残したのが、テクニカラーで撮影しなかったことであった。制作費を抑えるためにワイラーはモノクロで撮ることに同意し、「その誤りに気付いた時はすでに遅く、充分なカラーフィルムをイタリアに送る時間がなかった」と語っている。

### デジタル・ニューマスター版
2003年に映画製作50周年を記念してデジタル・ニューマスター版が発表された。原案のクレジットはイアン・マクレラン・ハンターからダルトン・トランボに変更されている。

### デジタル・リマスター版
2020年には4Kフィルムからのデジタル・リマスター版ブルーレイが発売された。2003年のデジタル・ニューマスター版で変更された原案のクレジットに加えて、脚本のクレジットでもダルトン・トランボが追加されたため、脚本はダルトン・トランボ、イアン・マクレラン・ハンター、ジョン・ダイトンの3人の連名になっている。

## 日本での劇場公開

### 初公開
『ローマの休日』の日本初公開は、1954年4月27日（東京地区）であったことになっているが、正確にはそれより6日早く、4月21日に長崎県佐世保市の「佐世保富士映画劇場」で先行して公開されている。4月23日には名古屋市の「名古屋ミリオン座」で封切られ、28日間の興行で名古屋地区洋画興行界始まって以来の大入りとなった。他の一部の地方都市でも、東京よりも早く公開されている。
4月27日公開の東京の日比谷映画劇場では当初3週間の上映期間のところお客が減らずに延々と延ばされ、最終的に5週間と3日となり、開館以来の新記録を打ち立てた。大阪でも開館以来のヒットであった。最終的には1954年公開の洋画での配給収入第1位になっている。

### 2003年デジタル・ニューマスター版リバイバル
2003年9月13日から全国のテアトル系・ユナイテッド・シネマ系の劇場で順次リバイバル公開、パラマウント・ピクチャーズ配給。12月17日にはDVDとVHSが販売された。
東京のテアトルタイムズスクエアで上映された時は大ヒット、テアトルタイムズスクエアの劇場前売り券新記録達成、観客動員数でも第1位になった。その後『パッション』に抜かされたものの、2009年の閉館時でも歴代観客動員数第2位であった。閉館の最終上映日の大トリも『ローマの休日』であったが、他の作品に先駆けて前売り券だけで完売していた。

### 2023年/2024年 デジタル・リマスター版 リバイバル
製作70周年の2023年8月25日より4Kレストア版と銘打たれて丸の内ピカデリー、新宿ピカデリー他松竹系・東急系・イオンシネマ系などの劇場で全国リバイバルロードショー。配給TCエンタテインメント。
また翌2024年4月5日からは日本公開70周年4Kレストア版として、吹替版が丸の内ピカデリーなど全国で公開。1979年のテレビ朝日版の吹替をベースに、欠落部分は1994年のソフト版で補完された。こちらも配給はTCエンタテインメント。

## エピソード
スペイン広場の時計

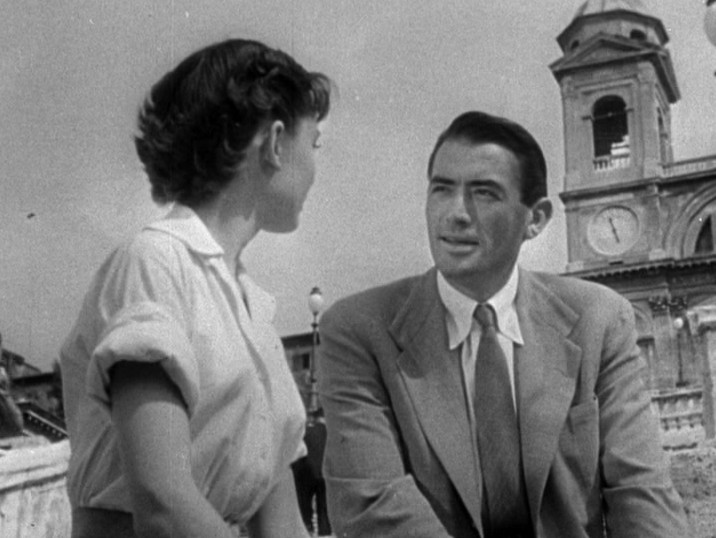
後景の教会の時計は11時25分を指している。

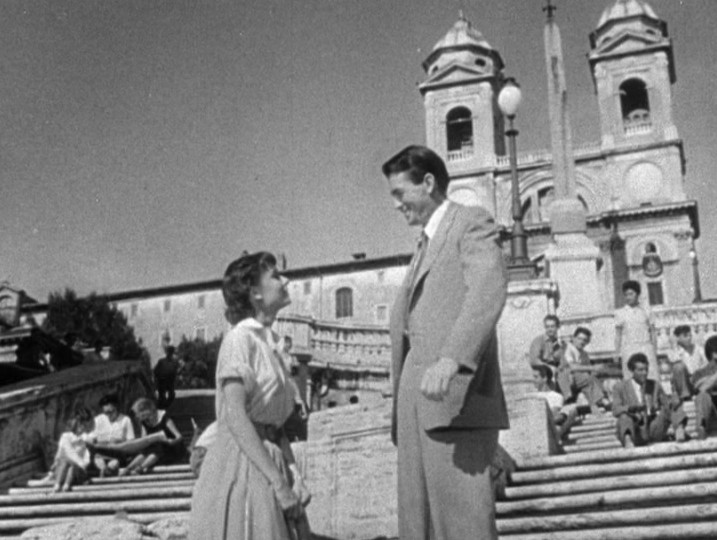
スペイン広場でのシーン

映画の中盤に、アン王女が市内に出て美容院で髪を短く切り、尾行してきた新聞記者ジョー・ブラッドレーが、スペイン広場で「偶然の再会」を装って、2人が語り合う場面がある。
上映時間にして2分にも満たないが、その時に階段下から撮ったカットで、後景に教会の鐘楼の下の時計が映っている。カットのたびに時計の針が大きく動いており、一度に撮影されたものではないことがわかる。
まず、アン王女が広場の階段の端に座っている時にジョーが声をかける最初のカットでの時計の針は8時10分で、9秒後に同じアングルでジョーがアンの横に座ろうとしたカットでは9時15分を指し、ジョーがアンの横に座った後にアップしたカットでは11時25分、そして一緒に市内観光に行こうと合意して立ち上がったカットでは10時20分を指している。
その他
- 映画の途中でアン王女が髪をカットするシーンがあるが、昔の一部の本ではそれが本当のヘプバーンの髪だったと書かれているものがあった[53]。しかし『ローマの休日』のヘア・スタイリストだったグラツィア・デ・ロッシの息子で、撮影当時10歳で現場にも居たジャンネット・デ・ロッシが「あれはカツラだよ。何テイクも撮る監督だよ、もう一度と言ったらどうするんだい？ あれは母がいくつもカツラを用意してたんだ。」と明かしている[54]。
- イギリスの女王エリザベス2世の妹マーガレット王女に関して、王女と民間人との恋の主人公として『ローマの休日』公開前に大きな話題となったが、この恋は成就しなかった[55]。『ローマの休日』は時流に乗り、このことをモデルにしたのではと思われることもあるが、この映画の撮影は1952年であり、マーガレット王女の恋が公になったのは1953年である[56]。このためパラマウント社は明確に否定しているが、その類似性を宣伝に大いに利用した[56]。
- 映画の中で、エディ・アルバートが演じるカメラマンが使用する、ライターで紙巻きたばこに火をつけるように見せかけて写真を撮る「ライター型写真機」は、日本製の「エコー8」である。
- 劇中でヘプバーン演じるアン王女がジェラートを食べるシーンが撮影されたスペイン階段は、2019年7月から「観光客がゴミを散らかしているため」座ったり寝そべったりするのが禁止された。悪質な場合は最大で400ユーロ（約4万7000円）の罰金が科される[57]。
- 日本語字幕翻訳に関して、2003年以降のパラマウント公式の劇場公開やソフトでは高瀬鎮夫が担当している[58]。なお、パラマウントのDVDでは、岸田恵子が字幕監修を担当している[59]。

## 評価

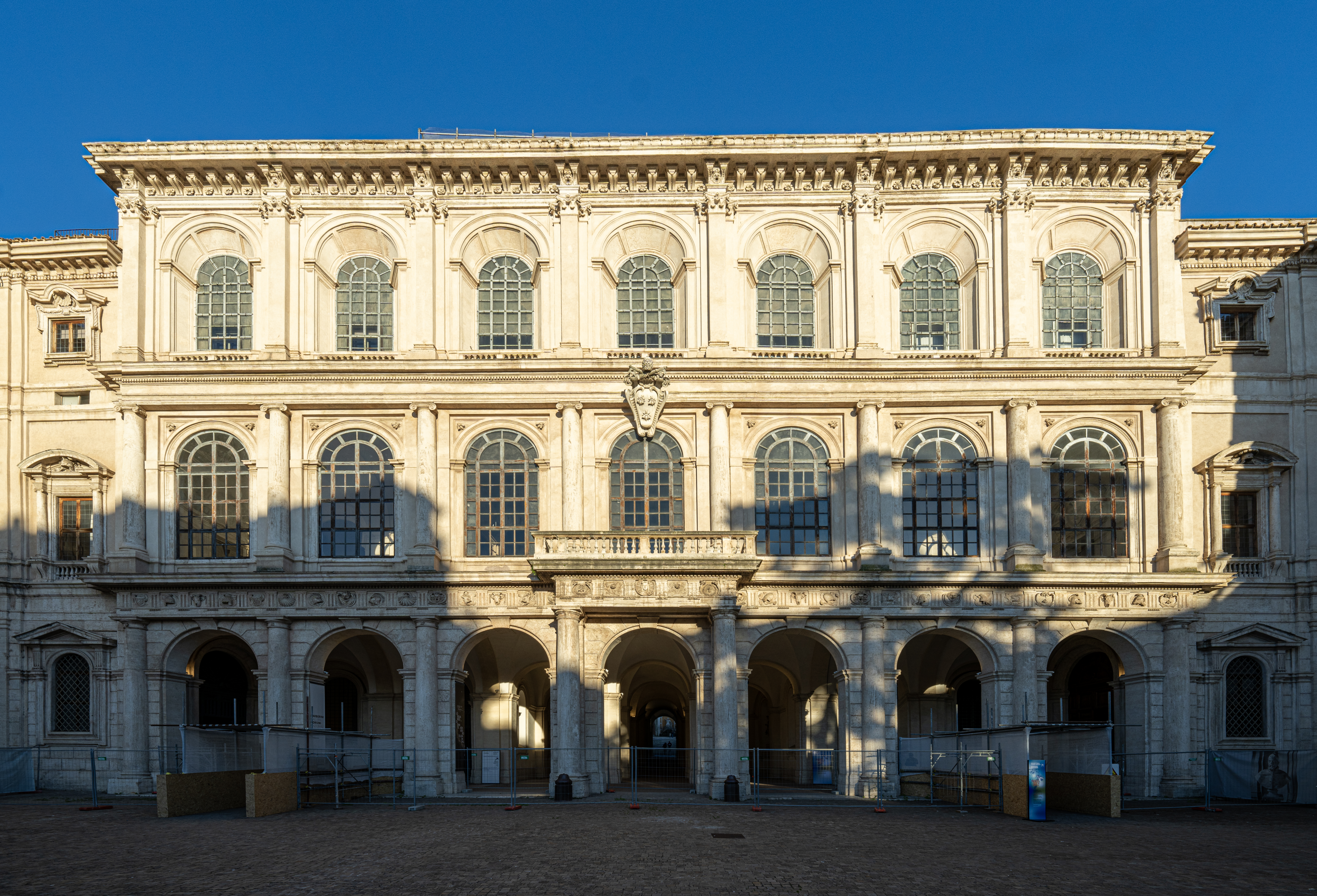
バルベリーニ宮殿
（クワトロ・フォンターネ通りに面した門）

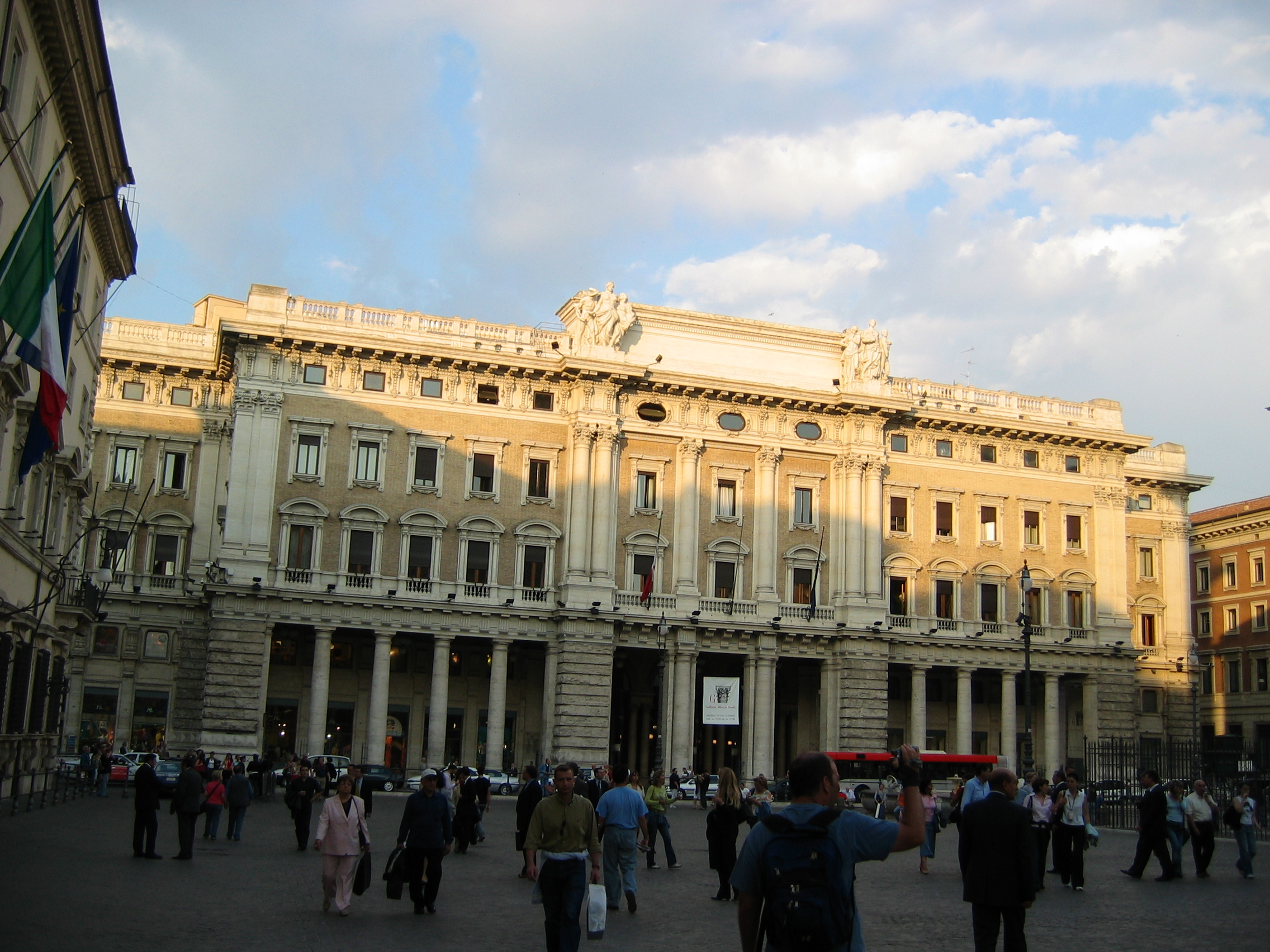
コロンナ宮殿

### 賞歴
アカデミー賞
- 受賞
  - アカデミー主演女優賞：オードリー・ヘプバーン
  - アカデミー衣裳デザイン賞 (白黒部門)：イーディス・ヘッド
  - アカデミー原案賞：イアン・マクレラン・ハンター、1992年12月にダルトン・トランボに変更

- ノミネート
  - アカデミー作品賞：ウィリアム・ワイラー
  - アカデミー監督賞：ウィリアム・ワイラー
  - アカデミー助演男優賞：エディ・アルバート
  - アカデミー脚本賞：イアン・マクレラン・ハンター、ジョン・ダイトン
  - アカデミー撮影賞 (白黒部門)：フランツ・プラナー、アンリ・アルカン
  - アカデミー美術賞 (白黒部門)：ハル・ペレイラ、ウォルター・H・タイラー
  - アカデミー編集賞：ロバート・スウィンク

ゴールデングローブ賞
- 受賞
  - 主演女優賞：オードリー・ヘプバーン

英国アカデミー賞
- 受賞
  - 主演女優賞：オードリー・ヘプバーン

- ノミネート
  - 作品賞
  - 外国男優賞：グレゴリー・ペック
  - 外国男優賞：エディ・アルバート

ニューヨーク批評家協会賞
- 受賞
  - 主演女優賞：オードリー・ヘプバーン

- ノミネート
  - 作品賞

ヴェネツィア国際映画祭
- ノミネート
  - 金獅子賞（作品賞）：ウィリアム・ワイラー

ナショナル・ボード・オブ・レビュー賞
- 受賞
  - トップ10フィルム

バンビ賞
- ノミネート
  - 主演女優賞：オードリー・ヘプバーン
  - 主演男優賞：グレゴリー・ペック

全米監督協会賞
- ノミネート
  - 長編映画監督賞：ウィリアム・ワイラー

全米脚本家組合賞
- 受賞
  - 脚本賞（コメディ部門）：イアン・マクレラン・ハンター、ジョン・ダイトン

アメリカ国立フィルム登録簿
- 登録
  - 1999年

### ランキング
『スクリーン』1955年5月号読者投票
- 第3位

『映画の友』1955年5月号読者投票
- 第2位

『キネマ旬報』1954年度外国映画
- 第6位[60]

『映画の友』1964年5月号読者投票
- 第6位

大アンケートによる洋画ベスト150（文藝春秋編 1988年）
- 第13位[46]

『キネマ旬報』（1989年）外国映画史上ベスト10
- 第6位[46]

100万人の映画ファン投票「わが青春の一本」 NHK＆JSB衛星映画マラソン365共同事務局編（1990年）
- 第1位[46]

映画人・著名人が選んだわが青春の映画ベスト109本 NHK＆JSB衛星映画マラソン365共同事務局編（1990年）
- 第7位[46]

アメリカン・フィルム・インスティチュート (AFI) アメリカ映画「情熱的な映画ベスト100」（2002年）
- 第4位

アメリカン・フィルム・インスティチュート (AFI) アメリカ映画「10ジャンルのトップ10」（2008年）
- ロマンティック・コメディ映画部門 第4位

## 日本語吹き替え
2024年時点では、計10種の吹き替えが確認されている。
| 役名                 | 俳優                       | 日本語吹き替え         | 日本語吹き替え   | 日本語吹き替え | 日本語吹き替え   | 日本語吹き替え    | 日本語吹き替え | 日本語吹き替え             | 日本語吹き替え    | 日本語吹き替え                  | 日本語吹き替え             |
| 役名                 | 俳優                       | フジテレビ版1          | テレビ朝日版     | JAL機内上映版  | TBS版            | フジテレビ版2     | ソフト版       | 日本テレビ版1              | PDDVD版           | N.E.M.版                        | 日本テレビ版2              |
| -------------------- | -------------------------- | ---------------------- | ---------------- | -------------- | ---------------- | ----------------- | -------------- | -------------------------- | ----------------- | ------------------------------- | -------------------------- |
| ジョー               | グレゴリー・ペック         | 城達也                 | 城達也           | 小川真司       | 津嘉山正種       | 小川真司          | 城達也         | 津嘉山正種                 | 寺杣昌紀          | 堀内賢雄                        | 浪川大輔                   |
| アン王女             | オードリー・ヘプバーン     | 池田昌子               | 池田昌子         | 池田昌子       | 笠原弘子         | 鈴鹿千春          | 池田昌子       | すずきまゆみ               | 岡村明美          | 南條愛乃                        | 早見沙織                   |
| アーヴィング         | エディ・アルバート         | 山内雅人               | 木村幌           | 大塚芳忠       | 大塚明夫         | 山野史人          | 大塚明夫       | 内田直哉                   | 小形満            | 高木渉                          | 関智一                     |
| 支局長               | ハートリー・パワー         | 登場シーンカット       | 登場シーンカット |                | 登場シーンカット | 上田敏也          | 中庸助         | 富田耕生                   | 楠見尚己          | 相樂真太郎                      | 茶風林                     |
| 大使                 | ハーコート・ウィリアムズ   | 千葉順二               | 槐柳二           |                | 北村弘一         | 松岡文雄          | 北村弘一       | 宮田光                     | 樋渡宏嗣          | 前田雄                          | 浦山迅                     |
| 伯爵夫人             | マーガレット・ローリングス | 金子亜矢子             | 幸田弘子         |                | 荘司美代子       | 浅井淑子          | 荘司美代子     | 谷育子                     | 定岡小百合        | 帆足桃子                        | すずき紀子                 |
| 将軍                 | トゥリオ・カルミナティ     | 大久保正信             | 大久保正信       |                | 丸山詠二         | 大木民夫          | 丸山詠二       | 石森達幸                   | ふくまつ進紗      | 田坂浩樹                        | 伊藤和晃                   |
| マリオ               | パオロ・カルリーニ         | 広川太一郎             | 広川太一郎       | 大滝進矢       | 安原義人         | 江原正士          | 山寺宏一       | 清水明彦                   | 安斉一博          | 矢野正明                        | 関俊彦                     |
| ジョバンニ           | クラウディオ・エルメッリ   | 梓欣造                 | 上田敏也         |                | 小島敏彦         | 槐柳二            | 北村弘一       | 西川幾雄                   | 小形満            |                                 | ふくまつ進紗               |
| 掃除婦               | パオラ・ボルドーニ         | 沼波輝枝               | 沼波輝枝         |                | 竹口安芸子       | 片岡富枝          | 竹口安芸子     | 秋元千賀子                 |                   |                                 | 登場シーンカット           |
| タクシー運転手       | アルフレッド・リゾ         | 富田耕生               | 及川ヒロオ       |                | 増岡弘           | 真地勇志          | 増岡弘         | 岩崎ひろし                 | 遠藤大輔          |                                 | チョー                     |
| リカルディ           | ラウラ・ソラーリ           | 登場シーンカット       | 登場シーンカット |                | 登場シーンカット |                   | 磯辺万沙子     | さとうあい                 |                   |                                 | 渡辺ゆかり                 |
| 靴屋                 | ゴレラ・ゴリ               | 中村紀子子             | 峰あつ子         |                | 巴菁子           |                   | 磯辺万沙子     | さとうあい                 |                   |                                 | 渡辺ゆかり                 |
| 以下はノンクレジット |                            |                        |                  |                |                  |                   |                |                            |                   |                                 |                            |
| 式部官               | ジョン・ホーン             | 辻村真人               | 寄山弘           |                | 大木民夫         | 西尾徳            | 大木民夫       | 西村知道                   | 納谷六朗          | 菊池康弘                        | 石住昭彦                   |
| 教皇大使             | ジャコモ・ペンザ           |                        | 上田敏也         |                | 増岡弘           |                   | 原語版流用     | 西川幾雄                   | ふくまつ進紗      |                                 | 吉富英治                   |
| ヒューゴ卿           | エリック・ウルトン         | 上田敏也               | 及川ヒロオ       |                | 島香裕           |                   | 原語版流用     | 富田耕生                   |                   | 八木岳                          | 山岸治雄                   |
| ラジクアリ           | プリンセス・リラマニ       | 沢田敏子               | 峰あつ子         |                | 池本小百合       | 田中敦子          | 原語版流用     | わくさわりか               | 台詞なし          | 大山つばさ                      | 松井暁波                   |
| マハラジャ           | ラビンドラナート・ミッター | 宮内幸平               | 村松康雄         |                | 西村知道         | 仲野裕            | 原語版流用     | 沢木郁也                   | 安斉一博          |                                 |                            |
| 提督                 | アルマンド・アニュアル     | 田村錦人               | 石井敏郎         |                | 登場シーンカット | 江原正士          | 原語版流用     | 伊井篤史                   | 小形満            |                                 | 登場シーンカット           |
| ボナコーベン         | ハインツ・ハインリヒ       | 吉沢久嘉               | 緑川稔           |                | 阪脩             | 藤本譲            | 有本欽隆       | 藤本譲                     | 安斉一博          | 竜門睦月                        | 楠見尚己                   |
| フランチェスカ       | タニア・ウェバー           | 栗葉子                 | 三浦潤子         |                | 岡村明美         | 湯屋敦子          | 岡村明美       | 佐藤ゆうこ                 |                   |                                 | 櫻庭有紗                   |
| 女学生               | キャサリン・ワイラー       | 栗葉子                 | 永井悦子         |                | 岡村明美         | 田中敦子          | 引田有美       | わくさわりか               |                   |                                 | 松井暁波                   |
| 女学生               | ジュディ・ワイラー         | 沢田敏子               | 相見陽子         |                | 池本小百合       | 竹田愛里          | 岡村明美       | 佐藤ゆうこ                 |                   |                                 | 東内マリ子                 |
| 花屋                 | ジルド・ボッチ             | 矢田稔                 | 村松康雄         |                | 島香裕           |                   | 島香裕         | 伊井篤史                   | 楠見尚己          |                                 | 登場シーンカット           |
| 踊る黒服             | ジュリアーノ・ラファエリ   | 寺島幹夫               | 寺島幹夫         |                | 池田勝           | 天田益男          | 金尾哲夫       | 沢木郁也                   | 安斉一博          |                                 | 山岸治雄                   |
| 記者代表             | エドワード・ヒッチコック   | 真木恭介               | 上田敏也         |                | 阪脩             | 藤本譲            | 増岡弘         | 伊井篤史                   |                   |                                 | 吉富英治                   |
| ニュース解説         | 不明                       | 小林恭治               | 篠原大作         |                | 阪脩             | 小室正幸          | 有本欽隆       | 稲葉実                     |                   | 水越健                          | 藤井貴彦                   |
| ラジオ音声           | 不明                       | 小林恭治               | 作間功           |                | 西村知道         | 小島敏彦          | 有本欽隆       | 西村知道                   |                   | 水越健                          | 藤井貴彦                   |
| 不明 その他          | N/A                        | 伊藤克 青野武 加藤正之 | N/A              | N/A            | N/A              | 辻つとむ 幹本雄之 | 辻親八         | 水野龍司 星野充昭 宗矢樹頼 | 須藤絵里花 長谷瞳 | 中村慈 田村渉 中村友紀 藤村小夏 | 相馬康一 赤坂柾之 横田大輔 |

- フジテレビ版1：1972年4月7日『ゴールデン洋画劇場』にて初放送（約95分）。
- テレビ朝日版：1979年11月11日『日曜洋画劇場』にて初放送（約94分）。
- JAL機内上映版：1989年に製作[69][70]。
- TBS版：1992年12月23日『水曜ロードショー』にて初放送（約90分）。
- フジテレビ版2：1994年1月15日『ゴールデン洋画劇場』にて初放送（ノーカット）。
- ソフト版：1994年1月21日発売のVHSに初収録。以降、各種ソフト・配信にも使用。
- 日本テレビ版1：2004年10月29日『金曜ロードショー』にて初放送（ノーカット）。
- PDDVD版：2007年11月発売のパブリックドメインDVDに初収録。
- N.E.M.版：2020年に公開。名画を人気声優が吹き替えるプロジェクトによって製作[71]。
- 日本テレビ版2：2022年5月13日『金曜ロードショー』にて初放送（約94分）。

### スタッフ
| -              | フジテレビ版1     | テレビ朝日版 | JAL機内上映版  | TBS版      | フジテレビ版2 | ソフト版             | 日本テレビ版1     | PDDVD版      | N.E.M.版              | 日本テレビ版2              |
| -------------- | ----------------- | ------------ | -------------- | ---------- | ------------- | -------------------- | ----------------- | ------------ | --------------------- | -------------------------- |
| 演出           | 小林守夫          | 小林守夫     | 岡本知         | 佐藤敏夫   | 松川睦        | 佐藤敏夫             | 小山悟            | 間瀬博美     | 渋江博之              | 安江誠                     |
| 翻訳           | 木原たけし        | 木原たけし   | 額田やえ子     | 木原たけし | 森みさ        | 木原たけし           | 森みさ            | 岩崎純子     | 高師たまみ            | 田尾友美                   |
| 録音 調整      | 山下欽也 飯野和義 | 平野富夫     |                |            | 荒井孝        | オムニバス・ジャパン | 田中和成          | 清本百合子   | AMGスタジオ           | 安部雅博 木村結香 宮崎愛菜 |
| 効果           |                   | 遠藤尭雄     |                |            |               |                      | サウンドボックス  | 諸橋一男     | AMGスタジオ           | 安部雅博 木村結香 宮崎愛菜 |
| 選曲           | 重秀彦            | 重秀彦       | N/A            | N/A        | N/A           | N/A                  | N/A               | N/A          | AMGスタジオ           | N/A                        |
| 制作担当       |                   |              |                |            |               |                      | 稲毛弘之          |              | AMGスタジオ           |                            |
| プロデューサー |                   |              |                | 上田正人   | 山形淳二      |                      | 宮崎啓子 北島有子 |              |                       | 向笠啓祐 岩佐直樹          |
| 制作           | 東北新社          | 東北新社     | グロービジョン | 東北新社   | 東北新社      | 東北新社             | 東北新社          | STUDIO MAUSU | AMGエンタテインメント | グロービジョン             |
| 制作           | フジテレビ        | テレビ朝日   | 電通 日本航空  | TBS        | フジテレビ    | パラマウント         | 日本テレビ        | STUDIO MAUSU | モービー・ディック    | 日本テレビ                 |

### 補足・その他
- 上記の吹き替えのうち、PDDVD版とN.E.M.版の2種はパブリックドメイン素材を用いた非公式のものとなっている。
- 城達也と池田昌子が主演する吹き替えは上記の他、1986年以前にもう一種制作されている[73]。
- テレビ朝日版は後の再放送で約90分にカットされている。
- 書籍『名作映画で声優アフレコトレーニング』付属DVD（雷鳥社）では、厳選した9シーンの映像で、アン王女を久川綾、渡辺明乃、恒松あゆみが、ジョーを藤真秀、野島健児、三木眞一郎が吹き替えている。
- 2022年7月4日放送の『しゃべくり007』では真実の口に手を入れるシーンの映像で、アン王女を大谷育江、ジョーを花江夏樹が[74]、アン王女がジョーと再会するシーンの映像で、アン王女を大谷、アービングを小野賢章、ジョーを梶裕貴、モリオネスを花江がそれぞれ吹き替えている。
- 日本テレビ版2以外のテレビ版吹替は、2022年にスター・チャンネルおよびスターチャンネルEXで放送・配信された[75]。

## 地上波テレビ放映履歴
- 備考欄に「○」表記の場合はノーカット放送。
- 視聴率はビデオリサーチ調べ。関東地区でのデータ。

| 回数 | 放送日         | 放送時間      | 放送局     | 番組枠                     | 吹き替え      | 視聴率 | 備考                   | 出典   |
| ---- | -------------- | ------------- | ---------- | -------------------------- | ------------- | ------ | ---------------------- | ------ |
| 1    | 1972年4月7日   | 21:00 - 22:56 | フジテレビ | ゴールデン洋画劇場         | フジテレビ版1 | 26.1%  |                        |        |
| 2    | 1974年4月19日  | 21:00 - 22:55 | フジテレビ | ゴールデン洋画劇場         | フジテレビ版1 |        |                        |        |
| 3    | 1976年3月5日   | 21:00 - 22:54 | フジテレビ | ゴールデン洋画劇場         | フジテレビ版1 |        |                        |        |
| 4    | 1979年11月11日 | 21:00 - 22:54 | テレビ朝日 | 日曜洋画劇場               | テレビ朝日版  |        |                        |        |
| 5    | 1986年5月9日   | 21:00 - 22:51 | 日本テレビ | 金曜ロードショー           | テレビ朝日版  |        |                        |        |
| 6    | 1992年12月23日 | 21:00 - 22:54 | TBS        | 水曜ロードショー           | TBS版         | 21.2%  | ニールセンでも21.2%    |        |
| 7    | 1994年1月15日  | 21:02 - 23:24 | フジテレビ | ゴールデン洋画劇場         | フジテレビ版2 |        | ○                      |        |
| 8    | 1996年12月8日  | 21:03 - 22:54 | テレビ朝日 | 日曜洋画劇場               | テレビ朝日版  | 14.2%  | 放送30周年記念特別企画 |        |
| 9    | 2000年5月6日   | 21:00 - 22:54 | フジテレビ | ゴールデン洋画劇場         | フジテレビ版2 | 15.4%  |                        |        |
| 10   | 2004年10月29日 | 21:03 - 23:24 | 日本テレビ | 金曜ロードショー           | 日本テレビ版1 | 16.1%  | ○                      | [ 76 ] |
| 11   | 2005年12月24日 | 21:30 - 23:24 | フジテレビ | プレミアムステージ         | フジテレビ版1 | 11.3%  | クリスマス特別企画     | [ 77 ] |
| 12   | 2007年9月8日   | 3:00 - 4:50   | テレビ朝日 | シネマエクスプレス         | テレビ朝日版  | 1.9%   | 深夜枠                 |        |
| 13   | 2009年3月21日  | 3:15 - 5:00   | フジテレビ | ミッドナイトアートシアター | フジテレビ版1 | 0.8%   | 深夜枠                 | [ 62 ] |
| 14   | 2022年5月13日  | 21:00 - 22:54 | 日本テレビ | 金曜ロードショー           | 日本テレビ版2 | 9.8%   |                        | [ 78 ] |

## 著作権問題
本作は米国においては著作権が切れる前に保護期間が95年間に延長されており、2048年まで有効である。
日本においては、1953年（昭和28年）上映の映画作品は、2003年（平成15年）12月31日をもって「著作権法による著作権の保護期間が終了したもの」と解釈されたことから、2004年（平成16年）1月1日以降、いくつかの会社から格安DVDとしてリリースされた。パラマウント・ピクチャーズは、日本では著作権が存続していると主張して、販売差し止めと損害賠償を求めて民事訴訟を起こした。2006年（平成18年）7月11日、一審の東京地方裁判所民事47部は、『ローマの休日』について「著作権の保護期間は終了した」としてパラマウント・ピクチャーズの主張を全面的に退け、パラマウント側の敗訴となった。パラマウントはこの東京地裁判決を不服として、東京高等裁判所に控訴したが「戦術の見直し」を理由に、東京高裁への控訴を取り下げ、東京地裁判決が確定判決となり、『ローマの休日』は、日本でパブリックドメインとして扱われることになった。
なおパラマウントが、同じ著作権の存続を理由に裁判で争っていた西部劇『シェーン』についても、一審・二審ともパラマウントは敗訴して最高裁に上告したが、2007年（平成19年）12月18日、最高裁が、パラマウント側の主張を退け、著作権は消滅しているとの確定判決が下されて、この著作権問題は決着した。

## ローマでのロケ地
| 場所 | 登場シーン |
| --- | --- |
| トラヤヌスの記念柱 | メイン・タイトル、主演の2人の名前が出るバックのレリーフ。 |
| サン・ピエトロ広場 | メイン・タイトル、題名が出るシーンの広場。 |
| サンタンジェロ橋 Ponte Sant'Angelo | メインタイトル、助演の俳優7人の名前が出るバック。後の船着場のパーティーのシーンで大きく映る。                                                                              |
| パラティーノの丘 | メイン・タイトル、脚本と原案のクレジットのバック。 |
| サンタ・マリア・デイ・ミラーコリ教会 / サンタ・マリア・イン・モンテサント教会 Chiesa di Santa Maria dei Miracoli / Basilica di Santa Maria in Montesanto | メイン・タイトル最後、製作・監督ウィリアム・ワイラーと出るクレジットのバック。ポポロ広場にある。                                                                           |
| サン・ピエトロ大聖堂 | 「パラマウント・ニュース」でアン王女がローマ入りをしたというシーン。 |
| バルベリーニ宮殿 | ニュースで舞踏会が催されたと話しているシーンで、車が大使館内に入るシーン、アン王女がトラックの荷台で抜け出すシーン、およびアン王女がジョーと別れて大使館に戻るシーンの門。 |
| ブランカッチョ宮殿 | 舞踏会のシーン、アン王女が寝る部屋のシーン、脱出する際に通る鏡の部屋およびバルコニー、逃げる道で登場。                                                                     |
| 共和国広場 | アン王女が脱出した車の荷台から降りるシーン。 |
| フォロ・ロマーノ/ セプティミウス凱旋門 | ジョーが寝ているアン王女を見つけるシーン。現在は発掘が進み、車では通れない。メイン・タイトルにも映る。                                                                     |
| マルグッタ通り51番 Via Margutta,51 | ジョーの住居。 |
| ヌオーヴァ教会時計塔 Oratorio dei Filippini | ジョーが寝坊して起きるシーンで登場。 |
| ボッカ・ディ・レオーネ通り Via Bocca di Leone | アン王女とジョーが歩く青空市場。 |
| トレヴィの泉 | アン王女が髪を切るシーンの前後で登場。 |
| スペイン広場 | アン王女がジェラートを買い、花をもらうシーン。 |
| パンテオン | アン王女とジョーが「G.Rocca」というカフェで座る場所。カフェは現在は閉店。                                                                                                  |
| カフェ・ノテーゲン Caffè Notegen | カフェの内部の実際のロケ地。2000年代半ばに閉店。 |
| コロッセオ | アン王女とジョーとアーヴィングが訪れて、観光案内をしてもらう。 |
| ヴェネツィア広場 | ジョーとアン王女がベスパに乗るシーンで登場。正面にはヴィットーリオ・エマヌエーレ2世記念堂が見える。                                                                        |
| カンピドリオ | アン王女とジョーが警察に捕まる寸前に走り抜けていく道の横にある階段の上に映る。ただし、ここはスタントマンが演じているため、ヘプバーンとペックは通り抜けていない。           |
| 旧パンタネッラパスタ工場 Ex Pastificio Pantanella | 2階が警察署のシーンの出口となった。次の「真実の口」の隣の建物。現在は市庁舎の別館。                                                                                        |
| ポルトゥヌス神殿 / ヘラクレス・ウィクトール神殿 | ジョーとアン王女とアーヴィングが警察署から出てきたシーンのバックに映る。                                                                                                   |
| サンタ・マリア・イン・コスメディン教会 | 「真実の口」のある教会。 |
| ポリクリニコ通り Viale del Policlinico | 祈りの壁として登場。現在はお札は掲げられていない。 |
| サンタンジェロ城 | 夜に船着場のダンス・パーティに行くシーンの背景に映る。大騒動の後、ジョーとアン王女がテヴェレ川に飛び込む。                                                                 |
| ヴィットリオ・エマヌエーレ2世橋 Ponte Vittorio Emanuele II                                                                                               | ジョーとアン王女が泳ぎ着いた岸辺に架かる橋。 |
| ジャルディーニ通り35番付近 Via dei Giardini,35 | ジョーとアン王女が車を停めて別れを告げた場所。アン王女はバルベリーニ宮のあるクアットロ・フォンターネ通り (Via delle Quattro Fontane) へ走っていく。                        |
| コロンナ宮殿 Palazzo Colonna | ラストの記者会見場。2階の「勝利の柱の部屋」。 |

## 『ローマの休日』を題材にした作品

### 翻案作品
テレビ映画
- 『新・ローマの休日』1987年にアメリカで放映されたテレビ映画（日本ではビデオ発売のみ）。本作のリメイク作品。キャサリン・オクセンバーグが主演[80]。

ノヴェライズ
- 『ローマの休日』百瀬しのぶ（株式会社ソニー・マガジンズ。2001年12月20日初版発行。ISBN 978-4789717847）

漫画
- 『ローマの休日』水野英子（1963年〈昭和38年〉発表[81]。祥伝社より単行本発売[82]。ISBN 9784396781088[83]。）
- 『ローマの休日』英洋子（宙出版より単行本発売。ISBN 9784776741268[84]。）

舞台
- ミュージカル『ローマの休日』制作：東宝、脚本：堀越真、演出：山田和也、音楽：大島ミチル、作詞：斉藤由貴
  - 初演：1998年10月 青山劇場ほか、アン王女：大地真央 ジョー・ブラッドレー：山口祐一郎ほか、1998年度芸術祭賞受賞[85]。
  - 再演：2020年10月 帝国劇場、アン王女：朝夏まなと/土屋太鳳 ジョー・ブラッドレー：加藤和樹/平方元基ほか[86][87]。
- 演劇『ローマの休日』制作：梅田芸術劇場、脚本・演出：マキノノゾミ、脚本：鈴木哲也。アン王女、ジョー、アーヴィングの3人のみで演じられた。第36回菊田一夫演劇賞受賞。
  - 初演：2010年4月 - 5月 天王洲銀河劇場、梅田芸術劇場シアタードラマシティ、アン王女：朝海ひかる[88][89]。ジョー・ブラッドレー役の吉田栄作とアーヴィング役の小倉久寛の2人は以降の公演でも全て続投。
  - 2012年公演：5月 天王洲銀河劇場、梅田芸術劇場シアタードラマシティ、アン王女：荘田由紀/秋元才加[90][91]
  - 2017年公演：7月 - 8月 世田谷パブリックシアター、梅田芸術劇場シアタードラマシティ、アン王女：朝海ひかる[92]
- タカラヅカ・シネマティック『ローマの休日』脚本・演出：田渕大輔
  - 初演：2016年6月 - 8月・中日劇場、赤坂ACTシアター、梅田芸術劇場メインホール、宝塚歌劇団雪組公演として、選抜メンバーにて上演。主演は早霧せいな、アン王女は咲妃みゆ[93]。

### その他
映画
- 『三大怪獣 地球最大の決戦』（1964年（昭和39年）、東宝製作・配給、出演：夏木陽介、星由里子、若林映子ほか）
  - 宇宙怪獣と地球怪獣連合の戦いと、セルジナ公国の王女をクーデター派の暗殺者たちから守る刑事の暗闘が同時進行する中、王女と刑事の淡い恋が描かれている。
  - 王女役の若林映子はラストシーンについて、監督の本多猪四郎から「『ローマの休日』を意識してやってごらん」と言われ、「私もヘップバーンが大好きで、このときは頭の中でイメージして演じていました」と述べている[94]。

ドラマ
- 『ローマの休日』（1993年（平成5年）、TBS系列スペシャルドラマ、出演：田村正和、安田成美ほか）
  - ニュースキャスターがローマで皇太子の花嫁候補に瓜二つの女性と出会い恋をする恋愛ドラマ[95]。

漫画
- 狂い犬（マッドドッグ）シリーズ M・ハスラー（望月三起也）　
  - MADDOG完全版（中）（宙出版） 第30話「天使の冒険」シーラ王女
- 『9番目のムサシ』髙橋美由紀
  - 第2シリーズ「ミッション・ブルー」第4巻・「MISSION3」西アジア ダージェ王国皇太子アラム・アーレイ・アージェリア
- 『COMBINATION』聖りいざ
  - 第1巻・「FILE3」パミス国第1王女 プリンセス・アーリエ・ヤスコ・エレオノーラ
- 『シティーハンター』北条司（『週刊少年ジャンプ』にて連載。集英社。）
  - 第15巻「ハーレム地獄の巻」「TOKYOデート・スクランブルの巻」「王女誘拐!?の巻」「告白のエアポートの巻」セリジナ公国アルマ王女
- 『シネマの帝国』赤石路代
  - 11話「ローマの休日」
- 『パタリロ!』魔夜峰央
  - 第23巻6話目「王女様の一日」（パタリロ！93）
- 『おそ松くん』赤塚不二夫とフジオ・プロ
  - 第7巻11話目「チビル王子の東京の休日」[96][97]

アニメ
- 『サイボーグ009』（1979年版）
  - 第27話「美しく生きよ! 愛しき王女」モナミ王国キャサリン王女
- 『シティーハンター2』
  - 第10話・第11話「モッコリ殺し!? 王女の高貴なオーラ 前編・後編」セリジナ公国アルマ王女（原作15巻収録エピソードのアニメ化）
- 『ストライクウィッチーズ2』
  - 第5話「私のロマーニャ」 ロマーニャ公国第一公女 マリア・ピア・ディ・ロマーニャ (Maria Pier Di Romagna) ：米澤円
- 『おそ松くん（第2作）』
  - 第67話「チビ太の王子様はつらいよ」前述の原作「チビル王子の東京の休日」のアニメ版[98]。
- 『逮捕しちゃうぞ』
  - 第1期 FILE.22「二階堂頼子の休日」

戯曲
- 『レディ・アンをさがして』氷室冴子（1989年〈平成元年〉）